# 陳貴祥
陳貴祥（1990年11月25日—）是臺灣籃球教練、前運動員。

## 生平
陳貴祥是花蓮太魯閣族人，母語名字為「Bon Gee」，意思畚箕，陳貴祥就讀明義國小時是棒球隊投手，但有次因同學歧視自身原住民身分，陳貴祥出手打人遭到棒球隊除名，進入自強國中後因教練洪健文而踏上籃球路，高中北上進入能仁家商。大學陳貴祥回到花蓮就讀國立東華大學，2010年7月結婚，成為大專籃球聯賽首位已婚球員，2013年8月投入超級籃球聯賽新人選秀會但沒獲得球隊青睞，之後進入裕隆男籃練球，也回到國中母校擔任義務助理訓練員，2014年夏天確定第十二季披上裕隆球衣征戰超級籃球聯賽舞臺。2015年6月裕隆執行教練魏永泰表示陳貴祥因生涯規劃離隊。
2017年初陳貴祥的父親陳金峰發現罹患肝硬化、肝癌2期，10月中曾一度陷入肝昏迷，而陳貴祥在肝臟配對成功後，在11月24日完成捐肝手術捐出60％肝臟救父親。